# Собор Ураками

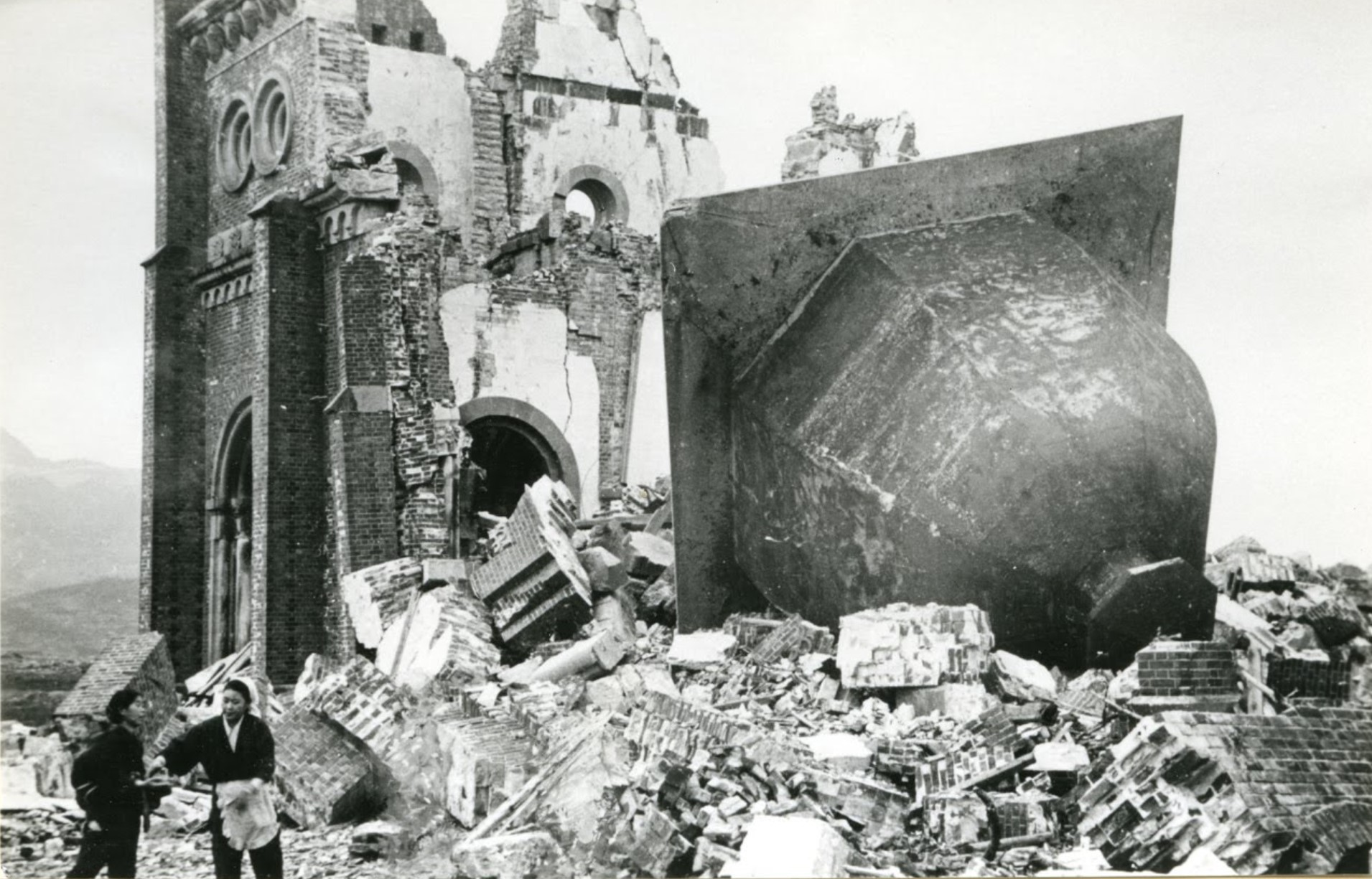
Собор Ураками после атомной бомбардировки.

Собо́р Урака́ми (яп. 浦上教会 ураками кё:кай) или Собо́р Непоро́чного Зача́тия Пресвято́й Де́вы Мари́и — католическая церковь в городе Нагасаки (Япония); кафедральный собор архиепархии Нагасаки. Современный собор является вторым собором епархии Нагасаки. Первый католический собор Нагасаки был разрушен в 1945 году во время ядерной бомбардировки. Современный собор Ураками построен недалеко от первого разрушенного храма и является памятником бомбардировки.

## История
Жители Ураками, который сегодня находится в городской черте Нагасаки, почти все были католиками. Между 1869 и 1873 годами христиане, жившие в Ураками, подверглись жестоким гонениям; около 650 человек погибло, остальные покинули город. В 1873 году католики вернулись обратно и начали строить в Ураками церковь. Строительство было завершено только в 1925 году. Храм был построен в романском стиле и стал одним из самых больших католических соборов на Дальнем Востоке.
9 августа 1945 года город Нагасаки подвергся атомной бомбардировке. Атомная бомба упала в пятистах метрах от собора, полностью уничтожив его. В это время в храме проводилось богослужение и все люди, находившиеся в церкви, погибли.
В 1959 году после длительных переговоров католической общины с городскими властями началось строительство второго собора Ураками. Городские власти хотели сохранить руины разрушенного храма как памятник бомбардировки и предлагали новое место для строительства нового храма, однако католическая община хотела построить новый храм на месте разрушенного. Католическая община объясняла своё желание тем, что это место является для католиков историческим и памятным местом периода гонений христиан в Японии.
В 1980 году на месте разрушенного храма был построен второй собор Ураками.
В Парке мира, расположенном неподалёку от собора Ураками, находятся остатки стены первого собора. Другие остатки экспонируются в Музее атомной бомбардировки в Нагасаки, некоторые артефакты находятся в новом храме.